# Wróblik Królewski
Wróblik Królewski est une localité polonaise de la gmina de Rymanów, située dans le powiat de Krosno en voïvodie des Basses-Carpates.